# Sarah Neutkens
Sarah Neutkens (Eindhoven, 8 september 1998) is een Nederlands componist, pianist, schrijver en beeldend kunstenaar. Ze studeerde kunstgeschiedenis in Nijmegen. 

## Levensloop
Neutkens groeide op in een ondernemende, artistieke familie op het platteland. Haar vader is musicus en beeldend kunstenaar, haar moeder is ontwerper en meubelmaker. Neutkens studeerde aanvankelijk Engelse taal en letterkunde aan de Radboud Universiteit in Nijmegen, maar maakte na een jaar de overstap naar de studie Kunstgeschiedenis.

### Werk
Neutkens is in haar kunstuitingen autodidact. Het idee is daarbij leidend en bepaalt de vorm. Creëren typeert zij zelf als een drang: "Een werk dient zich aan. Ik kan daarom ook niet in opdracht schrijven. Er komt een goed idee binnen, en dat moet ik dan meteen opschrijven. Het stuk heeft er dan moeten zijn."
Haar composities vallen onder het genre hedendaagse klassieke muziek. Zelf zegt ze geen voorbeelden te hebben: "Als alles wat binnenkomt van invloed is, hoop ik dat dit net zo goed voor de trash geldt die ik beluister als voor de grote klassieke werken. Als ik contrapunt gebruik in een compositie, zit daar net zoveel Bach als Beatles in. (...) Theoretisch sla ik alles in de wind. Dat geldt ook voor mijn schrijven. Ik snap dat sommige mensen daar jeuk van krijgen, maar het klopt wél."
Neutkens schreef o.a. columns voor De Standaard en Harper's Bazaar. 
Haar composities bracht ze eerst uit onder haar eigen label Neutra, maar haar laatste CD What is Sarah Neutkens thinking? werd uitgebracht door Universal Records. 
Als Tippi Parade treedt Neutkens ook op, samen met haar man, de Belgische fotograaf en filmmaker Alexander Deprez. Hun debuutalbum Jean Mémoire is uitgebracht bij Excelsior Recordings.

## Discografie
- Hexagon (EP, Neutra Records, 2016)
- Cumulus (Album, Neutra Records, 2018)
- Pieces for Strings met het Dutch String Collective (Album, Neutra Records, 2019)
- September met het Nederlands Saxofoon Octet (EP, Neutra Records, 2020)
- 3 EP's voor festival Into the Great Wide Open (EP, Neutra Records, 2021)
- What is Sarah Neutkens thinking? (Dubbelalbum, Universal Records, 2023)
- Every Four Minutes from Now On met het Nederlands Saxofoon Octet (EP, Neutra Records, 2024)
- Jean Mémoire met Sasha le Fou & Tippi Parade (Album, Excelsior Recordings, 2025)

## Boeken
- Een blote man beminnen (roman, Uitgeverij Prometheus, 2022)
- Tusseninmens (non-fictie, Prometheus, 2023)
- Toneelspelen (roman, Prometheus, 2024)
- God gokt niet (roman, Hetmoet, 2025)

## Documentaires
- Het Kamp van Sarah Neutkens (NTR)
- Melancholie van de Majeur (NTR)
- De Gouden Lichting (VPRO) (met muziek van Sarah Neutkens)

## Tentoonstellingen
- 26 januari - 19 februari, 2018: Groepstentoonstelling Amsterdam
- 8 juni 2019: Solo tentoonstelling (FDFA), Arnhem
- 29 juni - 5 juli, 2020: 168H (online)
- 11 mei - 6 september 2024: solo-tentoonstelling in het Noordbrabants Museum
- Juli 2024: duo-tentoonstelling Two Boiled Eggs in Pizza Gallery, Antwerpen

## Prijzen en nominaties
- VIVA400 award 2019 (NL)
- 3voor12gld awards 2020 (NL)
- Geselecteerd voor de Libris Literatuur Prijs 2022 (Een blote man beminnen, NL)
- Longlist De Bronzen Uil 2022 (Een blote man beminnen, NL/BE)
- Winnaar Pieter Boddaert Prijs 2022 (Een blote man beminnen, NL/BE)
- Genomineerd voor PrixFintroPrijs 2024 (Nederlandstalige literatuur)